# Dent pour dent (Les Tuniques bleues)
Dent pour dent est la soixante-quatorzième histoire de la série Les Tuniques bleues de Lambil et Raoul Cauvin. Elle est publiée en album en 2012.

## Résumé
La guerre de Sécession est un véritable calvaire pour les soldats. Certains d'entre eux n'ont pas d'autre choix, pour être motivés à se battre, que de consommer une drogue qui les plonge dans un état dynamique et euphorique mais qui leur ôte toute notion de prudence et peut avoir des répercussions physiques.
Chesterfield a alors l'idée de donner de cette drogue à Arabesque dans une nouvelle tentative pour obliger Blutch à participer aux combats. Mais la jument tombe alors malade, ce qui rend son maître furieux lorsqu'il se rend compte que sa monture a été droguée.
Plus tard, Chesterfield apprend que Charlotte Graham, la fille de son ex-patron, a eu une fille dont il serait le père. Bon gré, mal gré, il retourne à la vie civile pour épouser Charlotte mais ne tarde pas à découvrir qu'elle n'a jamais attendu d'enfant.
Comprenant que Blutch l'a dupé pour se venger d'avoir drogué Arabesque, Chesterfield se réengage dans l'armée comme simple soldat afin de régler ses comptes avec son comparse.
Mais sa patience est mise à rude épreuve, surtout lorsque Blutch joue de la supériorité momentanée de son grade sur Chesterfield.
N'y tenant plus, Chesterfield absorbe la drogue à son tour et se met à galoper à travers tout le camp en semant le désordre jusqu'à tomber inconscient. 
Afin d'éviter de nouveaux désordres, le général Alexander rend à Chesterfield ses galons et les fait recoudre sur son uniforme pendant que ce dernier est inconscient. Ainsi, quand il se réveille, Blutch, le toubib et Alexander parviennent à lui faire croire que les événements des derniers jours n'étaient qu'un rêve.

## Personnages
- Sergent Chesterfield
- Caporal Blutch
- Charlotte Graham
- Joshua Chesterfield (père de Cornélius)
- Elisabeth Chesterfield (mère de Cornélius)